# Long An (An Giang)
Long An is een xã in het district Tân Châu, een van de districten in de Vietnamese provincie An Giang in de Mekong-delta.